# وادي الصنوع
وادي الصنوع  قرية سوريّة تتبع إداريّاً لمحافظة حلب منطقة جبل سمعان ناحية تل الضمان، بلغ تعداد سكانها 359 نسمة حسب التعداد السكاني لعام 2004.